# كوفان حسن
كوفان حسن لاعب ألعاب قوى عراقي، نافس في دورات ألعاب بارالمبية صيفية وبطولة العالم لألعاب القوى وفاز بعدة ميداليات.

## الميداليات
| الميدالية | المسابقة                                              | المكان                  | ملاحظة                    |
| --------- | ----------------------------------------------------- | ----------------------- | ------------------------- |
| برونزية   | بطولة العالم لألعاب القوى لذوي الاحتياجات الخاصة 2019 | دبي، الأمارات           | رمي الرمح مسافة 42.24 متر |
| ذهبية     | الألعاب البارالمبية الصيفية 2016                      | ريو دي جينيرو، البرازيل | رمي الرمح مسافة 42.85 متر |
| فضية      | بطولة العالم لألعاب القوى لذوي الاحتياجات الخاصة 2015 | الدوحة، قطر             | رمي الرمح مسافة 40.93 متر |